# Tsukasa Ozawa
Tsukasa Ozawa (小澤 司 Ozawa Tsukasa?, nacido el 8 de mayo de 1988 en Kanagawa) es un futbolista japonés que se desempeñaba como centrocampista.

## Trayectoria

### Clubes
| Club                | País  | Año         |
| ------------------- | ----- | ----------- |
| Mito HollyHock      | Japón | 2011 - 2014 |
| Suzuka Unlimited FC | Japón | 2015 - 2016 |
| FC Imabari          | Japón | 2017        |
| Veertien Mie        | Japón | 2017        |
| Suzuka Unlimited FC | Japón | 2018 -      |

## Estadística de carrera

### J. League
| Club           | Año   | J. League | J. League | Copa J. League | Copa J. League | Total | Total |
| Club           | Año   | Part.     | Goles     | Part.          | Goles          | Part. | Goles |
| -------------- | ----- | --------- | --------- | -------------- | -------------- | ----- | ----- |
| Mito HollyHock | 2011  | 29        | 5         | -              | -              | 29    | 5     |
| Mito HollyHock | 2012  | 39        | 7         | -              | -              | 39    | 7     |
| Mito HollyHock | 2013  | 33        | 5         | -              | -              | 33    | 5     |
| Mito HollyHock | 2014  | 26        | 4         | -              | -              | 26    | 4     |
| Total          | Total | 127       | 21        | 0              | 0              | 127   | 21    |